# 血管性血友病
血管性血友病（von Willebrand disease，vWD）旧称类血友病（parahemophilia）、副血友病、假性血友病（pseudohemophilia），是由于血管性血友病因子（vWF）基因突变导致血浆vWF数量减少或质量异常的遗传性出血性疾病，多为常染色体显性遗传，少数为常染色体隐性遗传。
此病是人類最常見的遺傳性凝血異常疾病之一，致病的原因是缺乏一種血小板凝聚所需要的蛋白質複合體。此病常出現在人類及犬类（尤其是杜賓犬）身上，較少出現在豬、牛、馬和貓身上。血管性血友病總共可分為四種。

## 定义
常染色体遗传的vWF因子数量和/或结构异常导致的常见出血性疾病，以出血倾向、出血时间延长、血小板黏附功能下降，伴或不伴Ⅷ因子数量和/或功能异常为主要临床特点。因本病系埃里克·冯·维勒布兰德最早发现，故又名冯·维勒布兰德病、溫偉伯氏病。

## 历史
最早是在1929年由芬兰医师埃里克·冯·维勒布兰德报告。最早发现的个案为一5岁小女孩，有类似于血友病的出血症状，故命名为假性血友病或类血友病。该个案在13岁时月经初潮，每次经量都很多，以至于在第5次月经来潮时因失血过多死亡。在小女孩居住的奥兰群岛上，埃里克·冯·维勒布兰德医师发现66位家族成员中有23位出现类似的出血症状，并认为可能与血小板功能或毛细血管功能障碍有关，以目前眼光看来，这是疾病的结果而非病因。
1950年代发现测定Ⅷ因子促凝活性的方法后，发现本病患者常有Ⅷ因子促凝活性下降的情况，多数为轻度下降，少数严重下降。1957年瑞典Nilsson发现正常人的血浆提取物可显著改善本病患者的Ⅷ因子促凝活性，提示本病病因是缺乏某种血浆成分而非血小板或毛细血管有问题。1963年Cornu发现甲型血友病患者的血浆提取物同样可以显著改善本病患者的Ⅷ因子促凝活性，这说明缺乏的不是Ⅷ因子，而是其他血浆成分。此后，Zimmerman将人血浆中提取的Ⅷ因子免疫动物，获得抗Ⅷ因子抗体用于实验室检查，借此发现Ⅷ因子相关抗原，后更名为von Willebrand因子(vWF因子)。1971年Howard发现在vWF因子存在下，瑞斯托霉素可引起血小板凝集，可借此检测vWF因子的功能，称为vWF因子瑞斯托霉素辅因子活性测定。1985年，vWF因子的结构和vWF基因的结构阐明。

## 流行病学
血管性血友病的盛行率約為百分之一，然而大多數患者沒有表現出任何症狀。血管性血友病重症的盛行率則為萬分之一。由於大多數型表現較為輕微，女性因有經期而較易發現。血型O型的人因為vWF本來就較其他血型低25至30%，因此通常表現會較嚴重。

## 遗传学
常染色体遗传病，多为显性遗传；纯合子或双重杂合子可导致严重病例。

## 病理生理学
vWF因子由位于12号染色体上的vWF基因编码，是一种大分子量的多亚基糖蛋白，由多个220kD的亚基组成。终产物的聚合度不一，分子量最高者可高达20MD。组装完成后储存于血小板的α颗粒、血管内皮的Weibel-Palade小体中。vWF因子的生理作用主要是：
- 介导血小板粘附反应：血管内皮受损→暴露胶原纤维→vWF因子连接胶原纤维→血小板表面糖蛋白Ⅰb受体结合vWF因子从而粘附在受损血管上。本功能主要由大分子量的多聚体完成。
- 与Ⅷ因子非共价结合，防止Ⅷ因子被过早清除。

因此，遗传性血管性血友病的症状多反映血小板粘附功能、初期止血功能障碍。只有在Ⅷ因子数量和/或功能显著下降时才出现类似于甲型血友病的表现。
vWF因子还是一种急性时相反应蛋白，在应激、运动时浓度上升。此外，vWF因子还受某些激素的影响，在妊娠、口服避孕药、肝病时浓度上升，在甲状腺机能减退时中浓度下降。值得注意的是，不同血型人群vWF因子的浓度不同，O型者vWF因子水平较低，甚至可达到疑似遗传性血管性血友病的水平。
遗传性血管性血友病的表型与vWF因子的结构和功能关系见下表
| 类型     | vWF因子多聚体改变情况                         | APTT    | vWF因子抗原测定/vWF因子瑞斯托霉素辅因子活性测定 | 低剂量瑞斯托霉素血小板凝集试验 | 瑞斯托霉素血小板凝集试验 |
| -------- | --------------------------------------------- | ------- | ----------------------------------------------- | ------------------------------ | ------------------------ |
| 1        | 分布正常，数量下降                            | 正常或↑ | ↓/↓                                             | 缺如                           | 稍↓                      |
| 2A       | 大分子量和中分子量多聚体↓                     | 正常或↑ | ↓/↓↓↓                                           | 缺如                           | ↓↓                       |
| 2B       | 大分子量多聚体↓                               | 正常或↑ | 稍↓/稍↓                                         | ↑                              | ↑                        |
| 2N       | 多聚体分布、数量正常，结构上缺乏Ⅷ因子结合部位 | ↑↑      | 正常/正常                                       | ↓                              | 正常                     |
| 血小板型 | 大分子量多聚体↓                               |         | 稍↓/稍↓                                         | 应用冷沉淀后↑                  | 稍↑                      |
| 3        | 缺如                                          | ↑↑      | 缺如/缺如                                       | 缺如                           | 缺如                     |

## 临床分型
- 1型：又名经典型。约占本病病例的75％～80％。为常染色体显性遗传。本型的vWF基因变异并不改变最终生成的vWF因子的结构，但会引起vWF因子的分泌障碍，或导致vWF因子清除增强。故，vWF抗原测定和活性测定平行降低。
- 2型：又名变异型。约占本病病例的20％。为显性或隐性遗传。本型主要因vWF因子结构异常导致功能异常，并继发地引起数量异常。vWF抗原测定和活性测定均降低，但活性测定降低更明显。
  - 2A型：为2型中最常见者。本亚型的患者，其vWF因子分泌减少，并且对降解敏感，故大分子量和中分子量多聚体受影响较多。
  - 2B型：本亚型患者的vWF因子对血小板表面糖蛋白Ⅰb受体亲和力增高，在经过网状内皮系统时清除增多，故受影响的仅是大分子量多聚体，并常伴有血小板计数减少。
  - 2N型：少见。本亚型患者的vWF因子缺乏Ⅷ因子结合部位，导致游离的Ⅷ因子很快被清除，出现类似于甲型血友病的表现；加上本亚型为常染色体显性遗传，故又名常染色体血友病。
- 血小板型：vWF因子正常，因血小板表面糖蛋白Ⅰb受体结构改变，使其对大分子量多聚体的结合力增强，进而导致正常的大分子量多聚体清除增快。
- 3型：极其罕见，发病率在百万分之一左右。本型患者vWF基因存在大段缺失，导致vWF因子几乎完全缺如(抗原测定常＜10％)，临床表现严重，类似于甲型血友病。由于自幼缺乏vWF因子，故免疫系统无法发育出对vWF因子的免疫耐受性，使用外源vWF因子进行替代治疗时常诱导产生抗vWF因子抗体，发生率在5％～20％之间。

## 临床表现
- 症状、体征：
  - 通常情况：症状、体征比较轻微，甚至隐匿不被发现，通常因外伤或手术出现较难止血的情况，进一步检查发现本病。有症状者常符合血小板功能障碍的出血特点，即：以皮下出血、粘膜出血为主。抗血小板药可加重症状。女性月经过多很常见(占本病女性患者的50％～75％)，可以成为本病的首发症状。据统计，月经过多的女性中，有10％～15％最终诊断患有本病。故月经过多的女性，尤其是导致贫血者，应该常规筛查本病，如为阴性，应进一步检查血小板功能。有症状者常从儿童期开始出现症状(婴儿期较少出现症状)，儿科患者如出现不常受外伤的部位存在皮下出血，以及鼻出血时间延长者，应注意本病的可能。内脏出血、关节积血、颅内出血罕见。
  - 2B亚型特殊性：常伴血小板减少；在妊娠时，雌激素水平增加，促进本型患者释放异常vWF因子，加重血小板减少。
  - 3型特殊性：因本型vWF因子缺如，继而严重影响Ⅷ因子，故症状较重，且常见内脏出血、关节积血、颅内出血。
- 实验室检查：
  - 出血时间：可延长。但因本试验劳动量大、影响因素多、敏感性差、对指导替代治疗帮助不大，故已少用。
  - 血小板功能检测(PFA-100)：临床意义与出血时间类似。
  - APTT：可有不同程度延长，反映Ⅷ因子活性下降。APTT正常不能排除本病的诊断。
  - 血小板凝集试验：可区分本病的各个亚型。在标准剂量瑞斯托霉素血小板凝集试验中，1型和3型出现轻度至显著凝集反应差。在小剂量瑞斯托霉素血小板凝集试验中，2B型可有凝集反应增强。加入冷沉淀后出现自发血小板凝集是血小板型的特点，借此可与2B型鉴别。
  - vWF因子抗原测定：
  - vWF因子活性测定：目前反映vWF因子功能的金标准。
  - vWF基因检测：确定vWF亚型的最特异的方法。3型表现出大段缺失突变，其它亚型则多为点突变。2N型突变发生在Ⅷ因子结合部位的编码区。

## 诊断
症状缺乏特异性，主要依赖实验室检查，如vWF因子抗原测定、vWF因子活性测定、vWF因子瑞斯托霉素辅因子活性。需注意vWF因子存在明显的人间变异和时间变异，正常不能排除本病，必要时可多次复查。常规vWF因子测定结果无法判读时，可进一步检查vWF基因。

## 治疗
- 目标：vWF因子活性纠正至正常水平的50％以上；并且使Ⅷ因子活性适合目前的临床状况。
- 替代治疗：影响疗效的因素除vWF因子含量外，还与vWF因子的聚合度，患者原有Ⅷ因子水平以及血小板功能是否正常等有关。
  - 新鲜冰冻血浆
  - 冷沉淀
  - 富含大分子量vWF因子的Ⅷ因子制剂：适用于2B、2N、3型，以及对去氨加压素无反应的1型和2A型患者。
  - 纯化的血源性vWF因子制剂：可有效提高vWF因子抗原水平和vWF因子活性水平，但在给药后需要6～10小时才能恢复Ⅷ因子促凝活性，故不适用于3型患者的急性出血。
  - 重组vWF因子：由于尚未能解决聚合问题，重组vWF因子仅能提供vWF抗原测定水平，对凝血功能改善不大。
  - 2B型和血小板型的特殊性：由于这两型的发病机制中存在血小板对vWF因子反应过度的环节，直接实施vWF因子的替代治疗容易诱发血栓并发症，故应在输注(正常)血小板后实施vWF因子替代治疗。
  - 抗vWF因子抗体形成后的处理：常见于3型患者接受一段时间的vWF因子替代治疗后。中等剂量皮质激素可能有助于减少自身抗体的形成。在自身抗体显著影响vWF因子替代治疗疗效的情况下，可采用重组活化Ⅶ因子进行替代治疗，常用剂量为90μg/kg iv q2～3h 直至出血停止。
  - 法律问题：基于不同的生产水平、临床实践等因素，不同地区药监局批准的替代制剂情况不同。如，纯化的血源性vWF因子制剂仅在法国等部分欧洲国家获准上市；而美国FDA仅批准富含大分子量vWF因子的Ⅷ因子制剂Humate-P上市；而在中华人民共和国大陆地区境内仅有新鲜冰冻血浆和冷沉淀可供使用。
- 去氨加压素：
  - 药理：促进vWF因子和Ⅷ因子从内皮细胞储存池中释放，当储存池释放殆尽而合成跟不上的时候，去氨加压素将失去疗效，可见本药具有快速耐受性。
  - 适用人群：为1型的主要治疗手段。部分2A亚型可能有效。
  - 药代动力学及用法用量：可经静脉给药，达峰时间30分钟，总量0.3μg/kg，经生理盐水稀释后在15～30分钟内滴完。可经鼻吸入给药，达峰时间2小时，300μg(2喷)分两个鼻孔喷(体重>50kg)、150μg(1喷)(体重＜50kg)。同一患者对两种方式的反应性不一，故应先行测试患者对不同给药方式的反应，尤其是将去氨加压素作为术前预防出血用药时。有效指标为vWF因子抗原测定或活性测定增加2倍以上。
  - 注意事项：

  1. 不适用于2B亚型患者，因其体内的vWF因子结构异常，促进异常vWF因子释放将加重血小板减少，并促进血栓形成。
  2. 不适用于2N亚型患者，因其vWF因子缺乏Ⅷ因子结合部位，促进这种vWF因子释放无助于改善凝血障碍。
  3. 因本药减少了水的经肾排泄，故容易出现水潴留，尤其是低龄和高龄患者。所以，在给药后8小时内应严格限制入量，随后的16小时内亦应避免过多摄入液体，以防出现稀释性低钠血症。
- 抗纤溶药：在去氨加压素治疗出血时作为重要的辅助用药。不宜用于肾出血及关节出血。

## 预后
在西方发达国家，由于诊断技术的提高和替代治疗的进步，本病的死亡率接近零。